# ワッピンギルド
ワッピンギルドは、（ワッピンギルドのバーチャル商店街）とは、２次元メタバース上で、自身の商店を、簡単に無料で出店・開店ができるサービスである。

## 概要
「なつかしくて、あたらしい商店街」がテーマのメタバースサービスで、ネット世界に、リアルな商店を出せるという。何も売らない人も参加が可能。
誰もが一度は出したいと夢見たことがある商店というテーマで、ネットショップやクラウドファンディングと併用した相談窓口としてや、イベント配信の拠点としても活用できるとのこと。
メタバースでありながら、高価なVRゴーグルも複雑な操作も必要なく手持ちのデバイスやパソコンからも簡単にアクセスができる。

## ワッピンギルドに参加しているクリエイター
UI/UXデザイナーのこばやしたけるが企画・構想、新潟県十日町市出身のプログラマー 南雲柊が開発を担当。　イラストレーターの中村杏子や、とろろとろろ、タイポグラフィーデザイナーのしばやまあやのなどが各種作画を担当。国内外で人気を博する未来レトロ界隈の様々なクリエイターが協力してワッピンギルドは出来ている。